# Zum Nußbaum

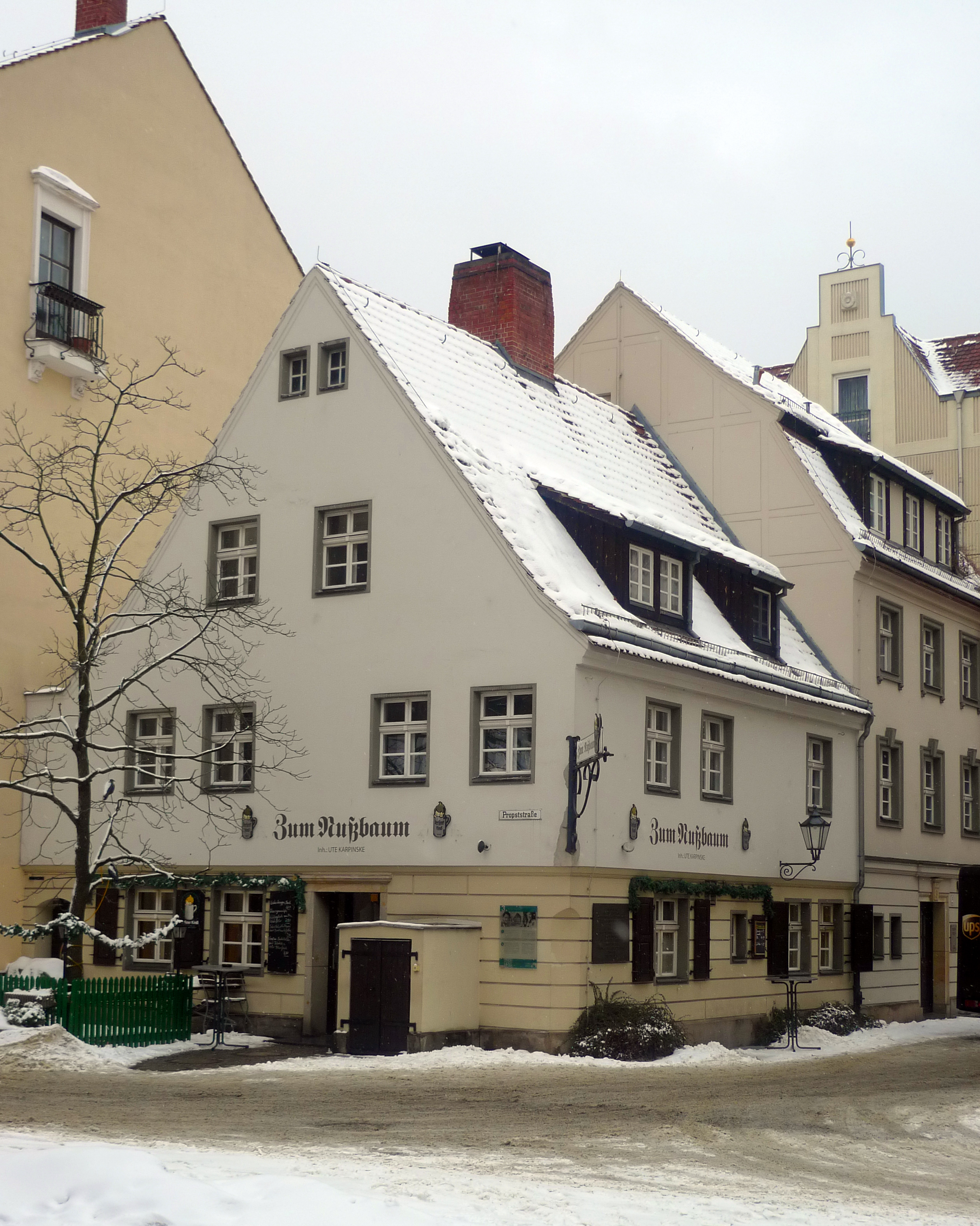
Gaststätte Zum Nußbaum im Nikolaiviertel, 2010

Das Gasthaus Zum Nußbaum war eine traditionsreiche Schänke in der Fischerstraße 21 in Alt-Kölln, die heute als Nachbau im Nikolaiviertel steht. Den Namen verdankt die ursprüngliche wie die jetzige Gaststätte dem davorstehenden Nussbaum.

## Ursprüngliches GasthausZum Nußbaum

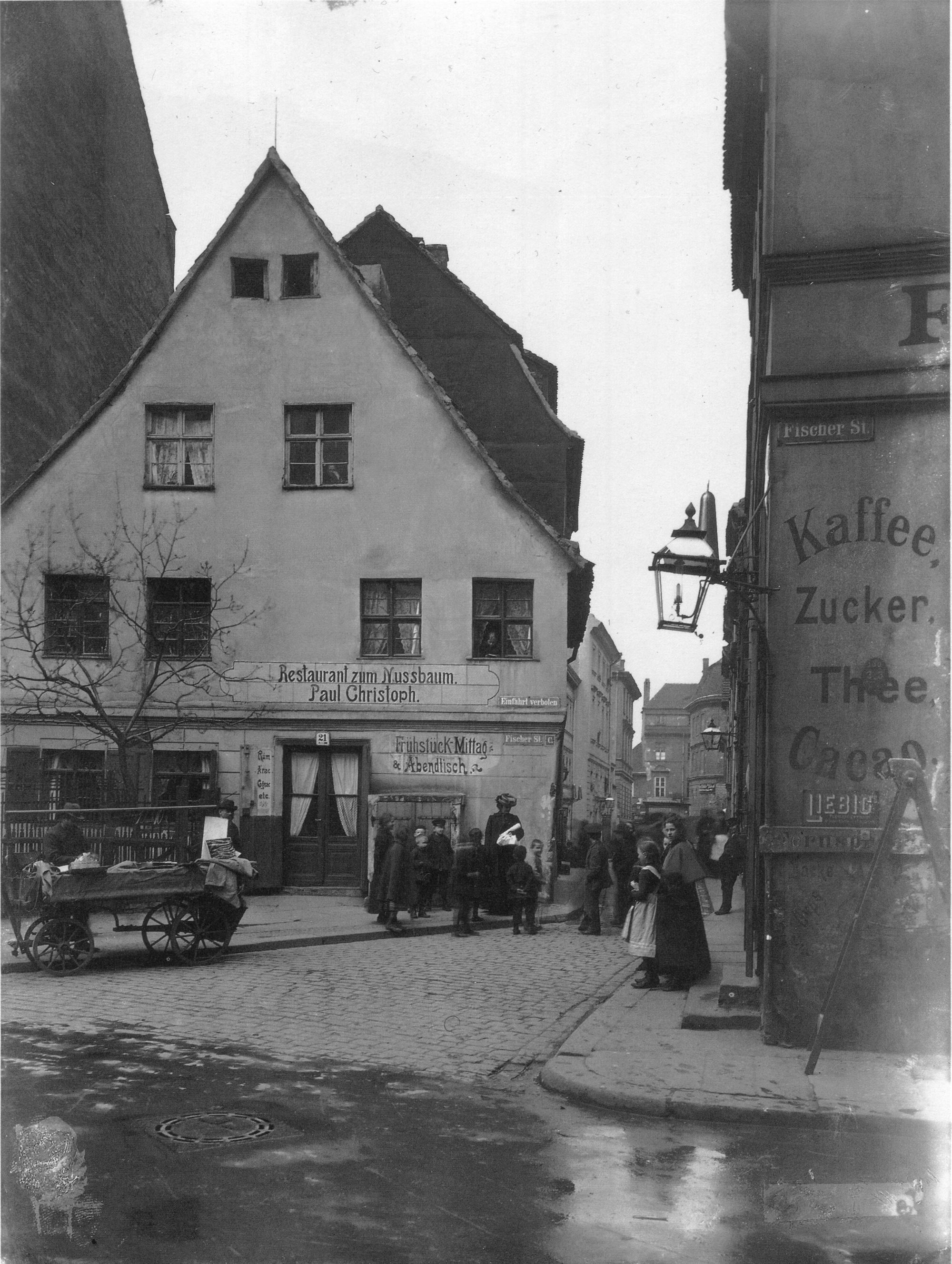
Gasthaus Nußbaum im Fischerkiez, um 1903

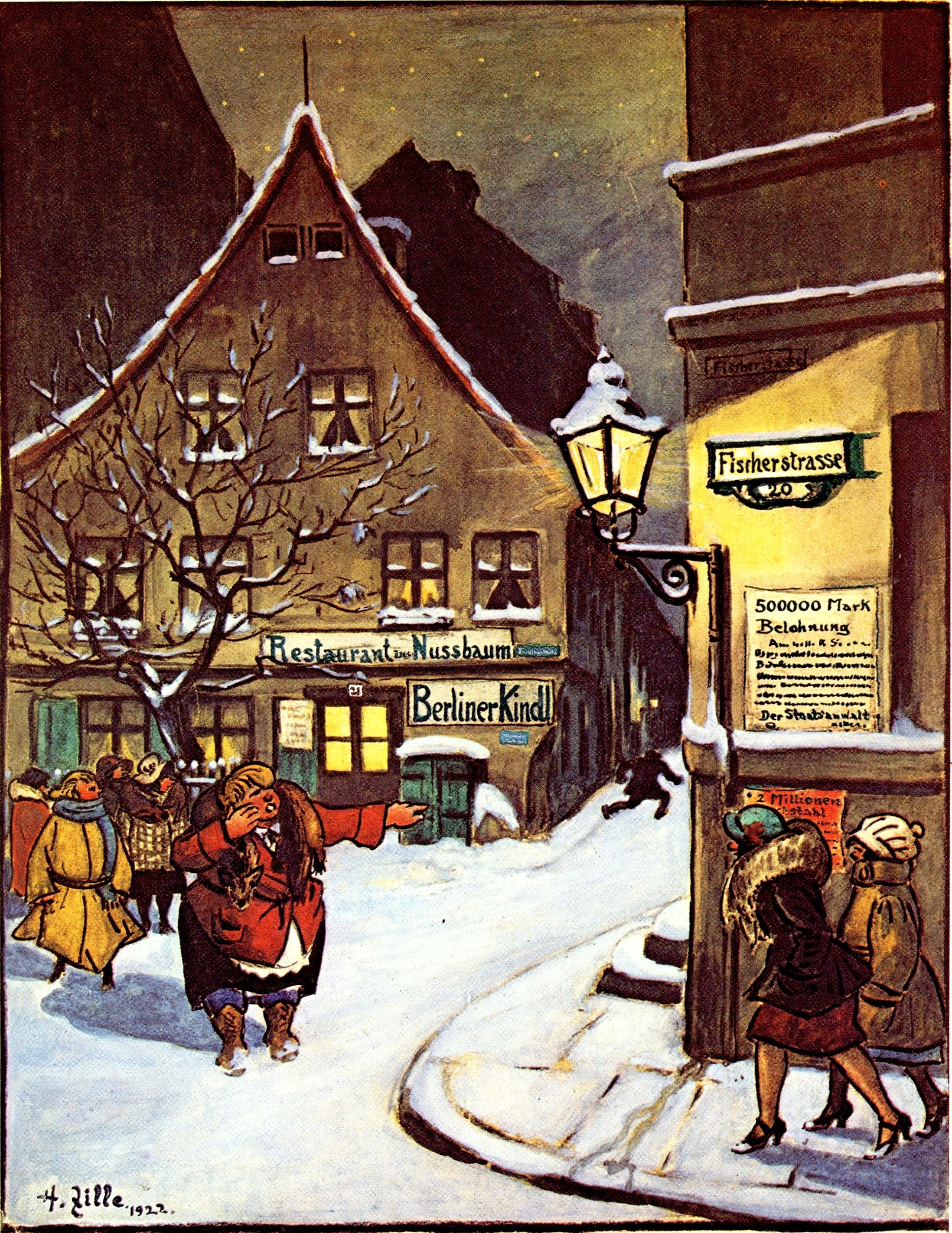
Die Gaststätte in der Zeichnung Heinrich Zilles

Das historische Gasthaus Zum Nußbaum war eines der letzten spätmittelalterlichen giebelständigen Häuser Berlins und stand in der Fischerstraße 21 an der Ecke Köllnische Straße. Nach einer über dem Kellereingang angebrachten Zahl wurde es im Jahr 1571 erbaut.
Heinrich Zille war Stammgast im Lokal, um hier „sein Milljöh“ zu studieren. Claire Waldoff sowie der Maler Otto Nagel kehrten hier ebenfalls ein. Heinrich Zille schrieb hier seine Verse:
Im Nußbaum links vom Molkenmarcht,

da hab’ ich manche Nacht verschnarcht.

Da malt der Vater Zille!

Der Kellner hat’s Delirijum,

Die Wirtin latscht im Hemde rum,

Die Jäste – die sind knille!
Im Jahre 1943 wurde das Gasthaus Zum Nußbaum bei einem alliierten Bombenangriff auf das Berliner Stadtzentrum zerstört.

## Das neue GasthausZum Nußbaum
Im Zusammenhang mit der Rekonstruktion des Alt-Berliner Nikolaiviertels in den Jahren 1985–1987 anlässlich der 750-Jahr-Feier Berlins wurde vom planenden Architekten Günter Stahn anstelle der kriegszerstörten Propstei der Nikolaikirche eine Kopie des Gasthauses Zum Nußbaum in der Probststraße an der Ecke zur neu angelegten Straße Am Nußbaum 3 errichtet und davor wieder ein Nussbaum gepflanzt. Die Gaststätte, bis zum Mauerfall von der HO bewirtschaftet, hat die folgenden Jahre wegen seiner guten Lauflage weitestgehend wirtschaftlich überstanden. Nach 1990 wurde das Wirtshaus reprivatisiert.
Das Gasthaus Zum Nußbaum gilt neben der Gaststätte Zur letzten Instanz als typische Alt-Berliner Lokalität im historischen Stadtzentrum.